# Calendari romà d'Orient

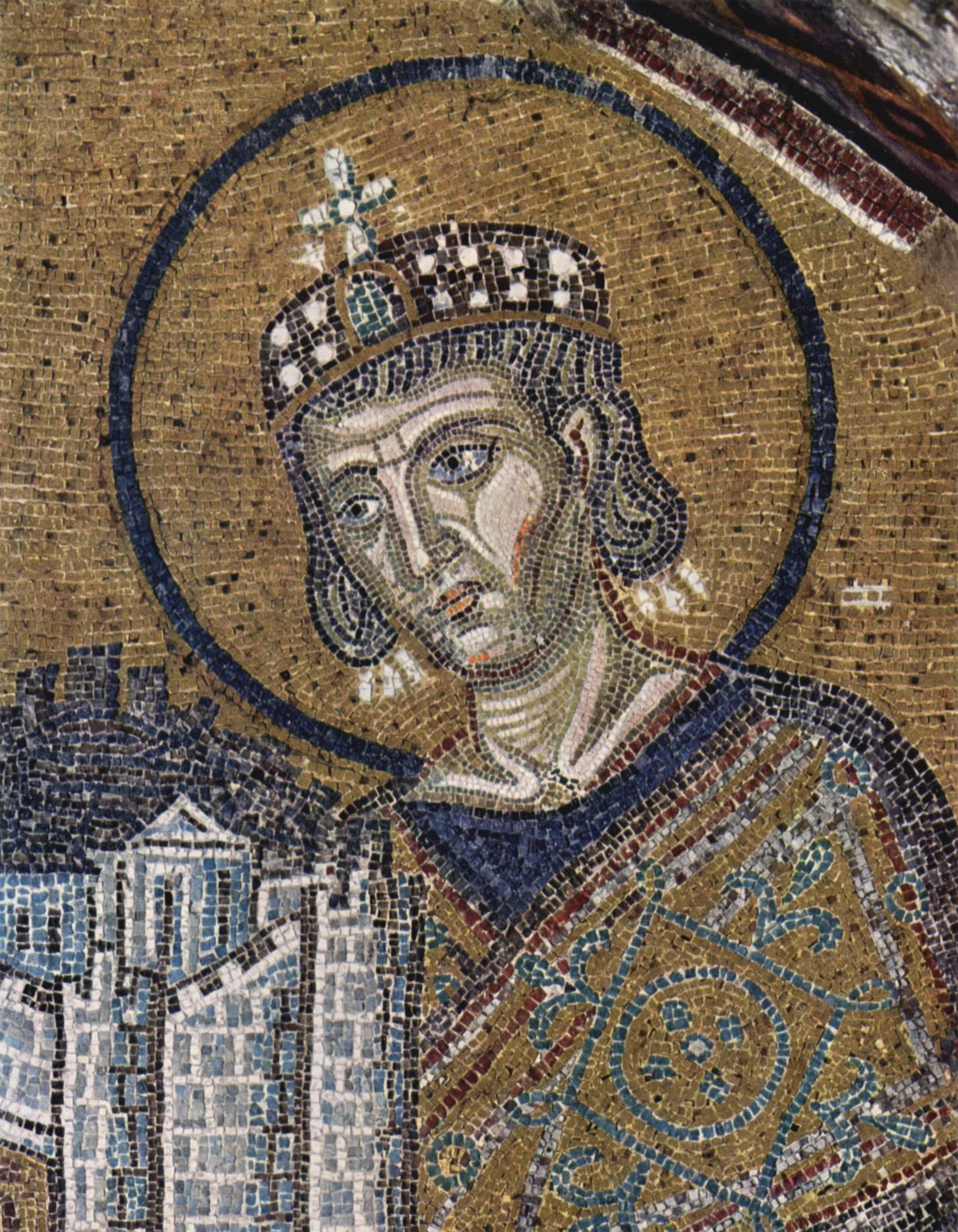
Constantí I representat en un mosaic de Santa Sofia.

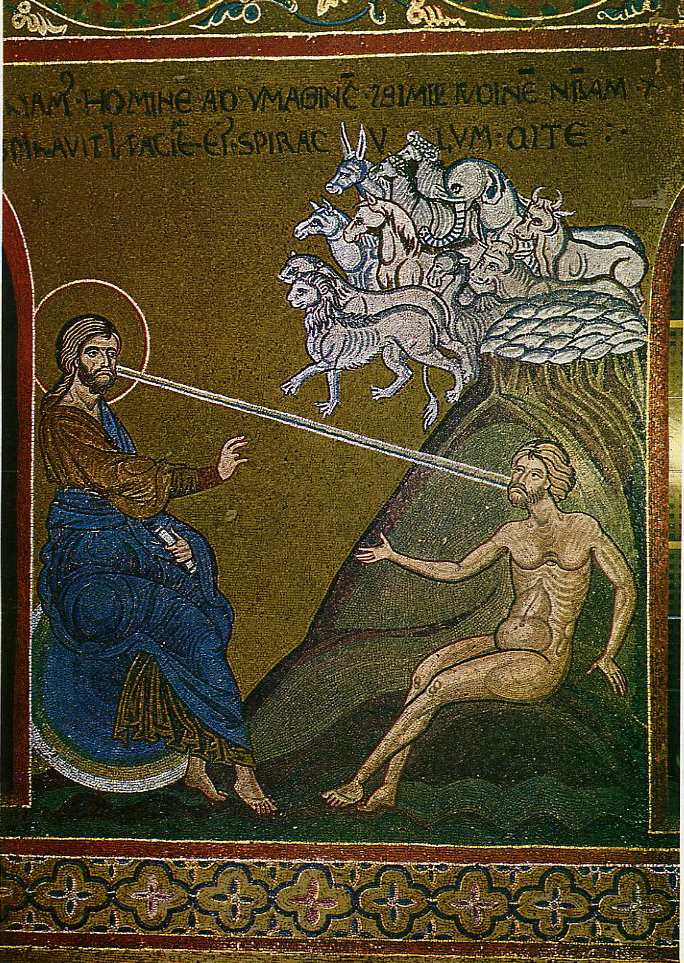
Mosaic romà d'Orient de la catedral de Monreale que representa la creació d'Adam, que la Bíblia situa en el sisè dia de la creació del món, fita usada per a establir l'inici del còmput d'aquest calendari.

El calendari romà d'Orient és un dels tipus de calendari existents, derivat del calendari julià. Deu el seu nom al fet que va estar en ús durant tot l'Imperi Romà d'Orient. Va ser establert per Constantí I l'any 312 de l'era cristiana, caient en desús el 1699.

## Estructura
El calendari romà d'Orient derivava del calendari julià, usat en l'Imperi Romà, diferenciant-se únicament per la data de començament de l'any i la numeració dels anys, a més de datar segons un període de quinze anys anomenat indicció.
L'any començava el dia 1 de setembre i acabava el 31 d'agost. Cal senyalar que encara avui dia, a Sardenya, al mes de setembre se l'anomena Cabudanni ('cap d'any'), un clar cas d'herència cultural de la dominació romana d'Orient de l'illa.
La numeració dels anys s'iniciava l'any estimat de la creació del món (Anno Mundi en llatí; ἔτος κόσμου, Εtos Kosmu, en grec), que segons Panodor d'Alexandria (l'erudit romà d'Orient que ho va calcular a partir d'una de les possibles interpretacions de la cronologia bíblica) es va produir l'1 de setembre de l'any 5509 aC.
Així, per exemple, la data de la caiguda de Constantinoble (29 de maig de 1453) en el còmput romà d'Orient es va produir l'any 6961, mentre que l'any que va des de setembre de 2021 fins a agost de 2022 correspon a l'any romà d'Orient 7530.
Després de la innovació del calendari gregorià (en ús als països catòlics des de 1582 i progressivament usat pels altres), el calendari romà d'Orient (igual que el julià) presenta un desfasament de dates que actualment és de tretze dies (l'1 de setembre del romà d'Orient correspon al 14 de setembre del gregorià).

## Ús
El calendari romà d'Orient es va començar a usar l'any 312, encara sota l'Imperi Romà, però cap a mitjan segle vi ja havia quedat en desús, tant a la ciutat de Roma com la major part d'Occident, tot i que seguia utilitzant-se en alguns llocs. En canvi, seguia plenament vigent a Orient, almenys fins a la caiguda de Constantinoble (29 de maig de 1453). A Rússia va seguir utilitzant-se fins que, el 1699, va ser abolit per Pere I de Rússia, el programa occidentalitzador del qual preferia l'ús del calendari julià.